# 贾斯珀 (阿肯色州)
贾斯珀（英語：Jasper）是一個位於美國阿肯色州牛頓縣的城市。根據2020年美國人口普查，該地人口為547人，而該地的面積約為2.53平方千米。同時該地也是牛頓縣的縣治。

## 地理
贾斯珀的座標為36°00′31″N 93°11′08″W / 36.00861°N 93.18556°W，而該地的平均海拔高度為258米（即846英尺）。